# Petlovac
Petlovac (maďarsky Baranyaszentistván, německy Sankt Stefan) je vesnice a správní středisko stejnojmenné opčiny v Chorvatsku v Osijecko-baranjské župě. Nachází se asi 6 km jihozápadně od města Beli Manastir a asi 36 km severozápadně od Osijeku. V roce 2011 žilo v Petlovaci 714 obyvatel, v celé opčině pak 2 405 obyvatel.
Součástí opčiny je celkem osm trvale obydlených vesnic. Nachází se zde i zaniklá vesnice Sudaraž, která je stále samostatným sídlem.
- Baranjsko Petrovo Selo – 517 obyvatel
- Luč – 435 obyvatel
- Novi Bezdan – 300 obyvatel
- Novo Nevesinje – 63 obyvatel
- Petlovac – 714 obyvatel
- Širine – 58 obyvatel
- Torjanci – 267 obyvatel
- Zeleno Polje – 43 obyvatel

Územím opčiny procházejí státní silnice D211 a D517 a župní silnice Ž4033, Ž4034 a Ž4040.